# Jacques de Castelnau-Bochetel

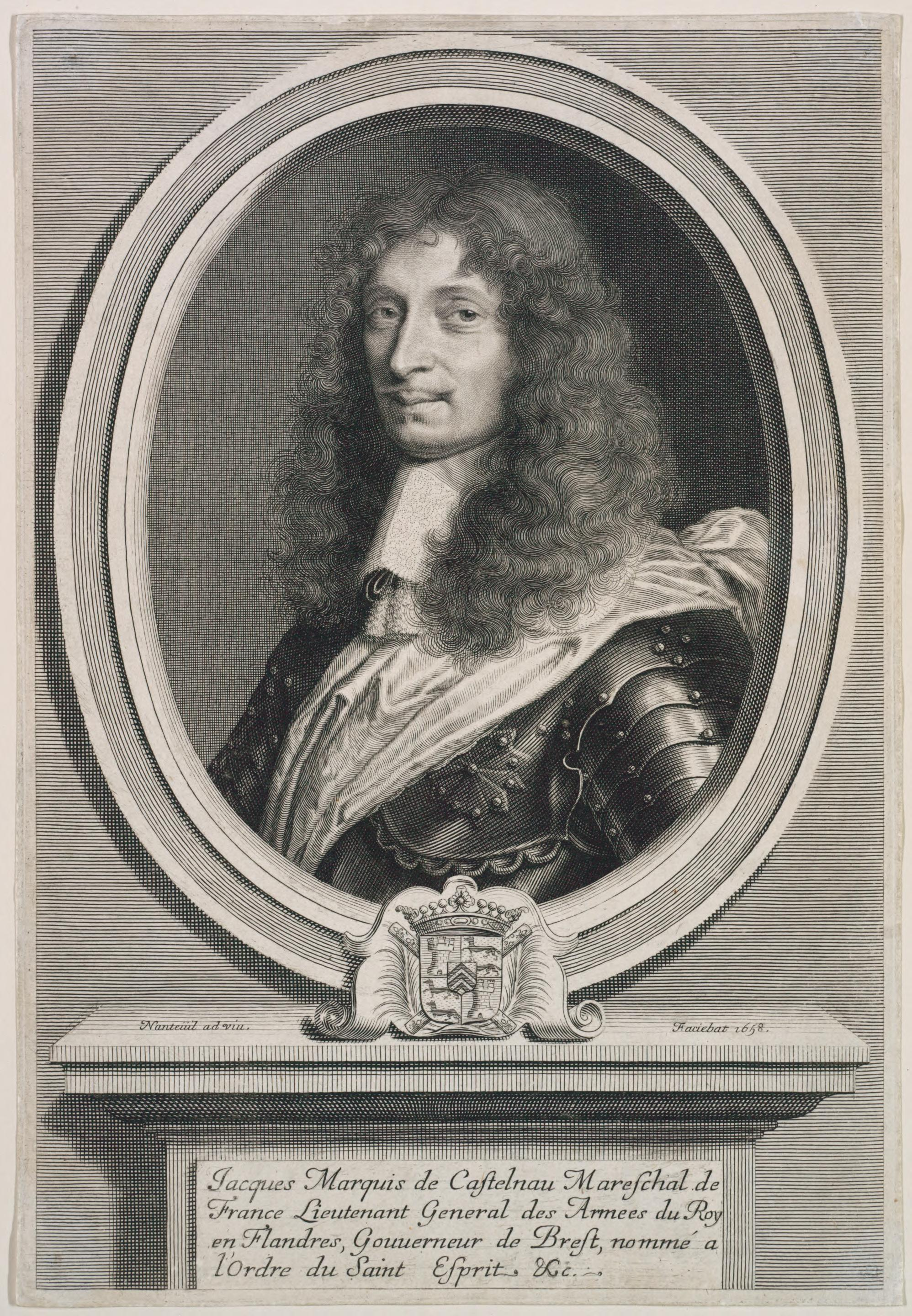
Jacques de Castelnau-Bochetel (Gravur von Robert Nanteuil)

Wappen

Jacques de Castelnau-Bochetel (auch: Jacques de Castelnau-Mauvissière; * 1620; † 15. Juli 1658 in Dünkirchen), marquis de Castelnau, war ein französischer Adliger und Maréchal de France des 17. Jahrhunderts. Er zeichnete sich im Dreißigjährigen Krieg aus. Hier wurde er zunächst in Flandern zum Lieutenant général des armées du roi und kurz vor seinem Tod 1658 zum Maréchal de France ernannt.

## Leben
Jacques de Castelnau-Bochetel war der dritte Sohn von Jacques de Castelnau de La Mauvissière und der Charlotte Rouxel de Médavy. Nach dem Tod seiner beiden älteren Brüder – Henri, der Älteste, war 1627 im Alter von 17 Jahren bei der Belagerung von La Rochelle gefallen, François wurde bei einem Duell in Paris getötet – war Jacques de Castelnau Erbe der Seigneurie de Breuilhamenon.
Sein Vater, Jacques de Castelnau de La Mauvissière, erbte von seinem Großvater mütterlicherseits, Jacques Bochetel, die Seigneurie Breuilhamenon in Plou. Bedingung war, dass die Namen Castelnau und Bochetel zusammengelegt wurden.

## Militärkarriere
Jacques de Castelnau-Bochetel trat mit 14 Jahren in die Armee ein und nahm als Freiwilliger am Feldzug in Holland teil. Bereits 1636 erhielt er im Alter von nur 16 Jahren die Inhaberstelle über ein neu aufgestelltes Infanterieregiment, das daher den Namen „Régiment de Castelnau“ führte. Mit diesem Regiment konnte er sich noch im gleichen Jahr bei der Belagerung von Corbie und der Belagerung von La Capelle auszeichnen. Während dieser Belagerung geriet er in einen Hinterhalt und wurde gefangen genommen. Man verbrachte ihn in die Zitadelle von Cambrai, aus der er aber entkommen konnte.
Im Jahre 1636 wurde er während der Belagerung von Le Catelet in der Picardie von zwei Musketenkugeln verwundet. Mehr als ein Jahr später stand er bei der Belagerung von Hesdin, als er von einer spanischen Musketenkugel getroffen wurde, die ihm ein Bein brach. Er zeichnete sich 1640 bei der Belagerung von Arras und der Belagerung von Aire
aus. An der Seite von Maréchal Charles de La Porte, Duc de La Meilleraye, erwarb er den Ruf eines tapferen und verdienstvollen Soldaten. Kurz nach der Aufstellung des Régiment de Mazarin-Français durch den Kardinal Mazarin übergab es dieser an Castelnau, das von da an auch seinen Namen führte. Unter dem Oberbefehl von Louis II. de Bourbon, prince de Condé, diente er im Feldzug in Deutschland. Vom König 1644 zum „Maréchal de bataille“ ernannt, konnte er sich während der Schlacht bei Freiburg durch zwei bemerkenswerte Aktionen auszeichnen. In der einen konnte er mit seinen Männern eine strategisch wichtige Redoute wegnehmen, in der anderen hielt er seine angegriffene Stellung, obwohl er von fünf Musketenkugeln getroffen worden war. Im folgenden Jahr wurde er nach der Schlacht bei Nördlingen für die Wegnahme des Dorfes Alerheim per Brevet zum Maréchal de camp befördert.
Im Jahre 1646 führte er den Sturm auf das belagerte Fort Mardyck und anschließend auf das ebenfalls belagerte Dünkirchen. Der König ernannte ihn 1648 zum Gouverneur von Brest und 1651 zum Lieutenant-général des armées du Roi. Am 9. Februar des gleichen Jahres wurde ihm von Ludwig XIV. jeweils als Chevalier des Ordre du Saint-Esprit und des Ordre du Saint-Michel ausgezeichnet. Im folgenden Jahr erhielt Jacques de Castelnau-Bochetel die Standeserhöhung der Seigneurie de Breuilhamenon zum Marquisat. Allerdings verschwanden die Namen Breuilhamenon und Bochetel jetzt – es gab für die Zukunft nur noch das Marquisat de Castelnau.
Im Jahre 1656 wurde Jacques de Castelnau durch den Kardinal Mazarin zum Capitaine général ernannt. 1658 befehligte er in der Schlacht in den Dünen den linken Flügel der französischen Armee, der von einem englischen Kontingent unterstützt wurde. Beim Rückmarsch auf Dünkirchen vertrieb er die Spanier aus dem Fort Léon und ließ sogleich mit den Arbeiten zur Wiederherstellung der Wälle beginnen. Bei der Inspektion über den Fortgang der Arbeiten wurde er am 16. Juni 1658 von einer Musketenkugel getroffen, die im Körper steckenblieb. Am 20. Juni 1658 ernannte ihn der König für seine Verdienste zum Marschall von Frankreich.
Jacques de Castelnau hatte nicht sehr viel von dieser hohen Ehre, er starb am 15. Juli 1658 an den Folgen seiner Verwundung.
Sein Leichnam wurde nach Bourges überführt und dort in der Jakobinerkirche bestattet.

## Heirat und Nachkommenschaft
Im März 1642 heiratete er Marie Girard de l’Espinay, sie hatten drei Kinder:
1. Marie-Madeleine, gestorben im Alter von 12 Jahren
2. Michel, Marquis de Castelnau
3. Marie-Charlotte, ⚭ Antoine Charles de Gramont (Haus Gramont)

## Adelstitel
- Marquis de Castelnau
- Baron de Jonville et de La Mauvissière
- Seigneur de Poisieux, de Sainte-Lizaigne et de Saint-Georges

## Orden
- Chevalier des Ordre de Saint-Michel
- Chevalier des Ordre du Saint-Esprit